# Попытка побега из СИЗО «Кресты» 23 февраля 1992 года
Попытка побега из СИЗО «Кресты» 23 февраля 1992 года — неудачная попытка побега из следственного изолятора ИЗ № 47/1 (на момент побега — ИЗ-45/1) ГУВД Санкт-Петербурга и Ленинградской области, более известного как «Кресты» семи подсудимых.
Инициатором побега был вор-рецидивист Юрий Николаевич Перепёлкин, обвинявшийся в умышленном убийстве с целью сокрытия преступления. Перепёлкин, уже имевший опыт побега из колонии, подговорил на побег шесть  сокамерников. 23 февраля 1992 года они предприняли попытку побега.
По плану Перепёлкина команда должна была попасть на смотровую вышку, отобрав ключ от неё у конвоира. Однако люк на смотровой вышке был закрыт прямо перед преступниками, и они взяли в заложники двух контролёров СИЗО в одном из служебных помещений.
Они потребовали оружие, транспорт и самолёт, для вылета за границу, взамен на безопасность заложников. Беглецы выделили один час на выполнение администрацией СИЗО их требований. Заключённые в камерах подавали сигналы беглецам о подготовке штурма, из-за чего группы спецназа приходилось отзывать. Когда ситуация стала критической, Москва отдала приказ о начале штурма, но из-за внешних преград силовики проникли внутрь помещения лишь через 10 минут.
В результате штурма были убиты трое преступников. Один из заложников умер от ран, нанесённых ему преступниками.

## Предыстория
17 июня 1991 года в «Кресты» был доставлен вор-рецидивист Юрий Перепёлкин (род. 11 апреля 1959 года в Ленинграде), ранее судимый за кражи и побег из колонии-поселения. На сей раз он обвинялся в умышленном убийстве, что, по законодательству тех лет, с учётом его судимостей, грозило ему высшей мерой наказания — расстрелом, или большим сроком лишения свободы. Незадолго до своего ареста Перепёлкин в квартире, куда забрался с целью совершить кражу, совершил убийство хозяйки и вскоре был арестован.
Перепёлкин решил спланировать и организовать побег. Перепёлкина поместили в камеру № 945, где он и начал планирование акции и подбор сообщников. По планам Перепёлкина, побег не только должен был спасти его от смертной казни, к которой он с достаточно высокой вероятностью мог быть приговорен согласно ст. 102 УК РСФСР, но и значительно поднять его авторитет в уголовной среде и, возможно, даже сделать его вором в законе.

## План побега (кресты)
За всю историю тюрьмы из неё было всего 5 удачных побегов.
Во время прогулок Перепёлкин запоминал расположение коридоров корпуса, выяснял график дежурства охранников и личные качества сотрудников охраны.
Однажды, когда Перепёлкина повезли на следственный эксперимент, он заметил, что корпус, где находилась его камера (корпус для содержания лиц, больных открытой формой туберкулёза), был расположен в углу тюремной территории и вплотную примыкает к жилому дому, расположенному за территорией СИЗО. Это был единственный корпус, в котором прогулочные дворики находились на крыше, окружённой щитами с колючей проволокой.

## Участники побега

Никита Фёдоров

Валерий Королёв

В камере № 945, помимо Перепёлкина, содержалось ещё 24 человека. Он занялся поиском сообщников среди тех, кому грозила высшая мера наказания.
На роль сообщника он выбрал 20-летнего Владислава Зеленова, которому также грозила смертная казнь. В 20 лет у Зеленова было уже несколько тяжких статей, но кандидатом в беглецы его делало то, что он, ещё раньше сидя в тюрьме, убил авторитета. Согласно понятиям, в очередной раз попав в тюрьму, Зеленов мог погибнуть сам от рук других заключённых.
5 ноября 1991 года в камере появился новый заключённый — 25-летний Юрий Шапранов, который был в очередной раз арестован за разбойное нападение. Он стал лидером в камере за счёт своих физических и волевых качеств.
В ноябре Шапранов решил бежать из тюрьмы и подговорил на побег Зеленова (их переговоры подслушал Перепёлкин), затем предложил и Перепёлкину участвовать в побеге. Перепёлкин же предложил Шапранову свой, уже выверенный план побега, на что Шапранов согласился.
Помимо Перепёлкина, Шапранова и Зеленова, соучастниками стали ещё четверо их сокамерников — Никита Фёдоров, Валерий Королёв, а также Николай Викторович Зиновьев и Валерий Уткин.

## Подготовка к побегу
Ключ от двери, ведущей на смотровую вышку, Перепёлкин планировал отобрать у конвоира, который вёл бы их в тот день на прогулку. В случае провала всей операции у него был готов и запасной план — они взяли бы заложников из числа контролёров тюрьмы и, диктуя свои условия администрации, вырвались бы на свободу. Поначалу Шапранов отказывался от идеи с заложниками, справедливо опасаясь, что в таком случае они могут быть застрелены (тогда как даже в случае неудачного побега, ему бы светило максимум 15 лет), но Перепёлкин убедил его в том, что до заложников дело может не дойти.
Королёв смастерил верёвочную лестницу из простыней и духовое ружьё, с помощью которого измерил расстояние от прогулочного дворика до стены тюрьмы с «колючкой» и убедился, что она обесточена. На роль того, кто должен будет держать заложников, Перепёлкин и Шапранов выбрали 20-летнего квартирного вора Никиту Фёдорова. К середине января 1992 года Шапранов и Зеленов сделали заточки из обувных супинаторов. Перепёлкин сделал муляжи гранат из хлебного мякиша, и, выкрасив их в зелёный цвет, доверил их Королёву и Уткину.
Однажды в камеру № 945 пришли контролёры и провели плановый обыск. Уголовники сумели скрыть все изготовленные ими ранее приспособления под одеждой — если Шапранов и Зеленов всегда носили под одеждой заточки, а Перепёлкин — искусственые гранаты, то Королёв в последние секунды успел спрятать под своей одеждой собственноручно собранные приспособления. Проявив недюжинное самообладание, заговорщики не вызвали подозрений у контролёров.
Роли распределили следующим образом:
Перепёлкин и Шапранов идут рядом с контролёром. Королёв идет сзади и следит за охранником на вышке. По сигналу Королёва Шапранов, используя физическую силу, отбирает у контролёра ключ, отдает его Перепёлкину, который бежит к решетке и отпирает её. В это время Шапранов, Зеленов и Зиновьев нейтрализуют контролёра, кинолога и собаку и бегут следом за Перепёлкиным. Замыкают колонну Королёв и Уткин с муляжами гранат. На этапе попытки побега роль Фёдорова была пассивной. Он мог понадобиться на случай захвата заложников, так как не имел опыта убийств.

## Побег
Операцию назначили на 23 февраля 1992 года. Перепёлкин подслушал разговор двух охранников тюрьмы, из которого узнал, что в этот день в корпусной комнате для контролёров будет праздновать свой день рождения контролёр Валентина Авакумова.
В 10:30 из камеры № 945 вывели на прогулку всех семерых участников побега. Последними шли Фёдоров с заточкой и Уткин с гранатой, которые в случае необходимости должны были запугать идущего за ними контролёра с собакой. Однако на лестнице контролёр с собакой не пошёл за ними, а остался на втором этаже и ушёл в служебное помещение.
Охранника на смотровой вышке не оказалось, и Королёв дал сигнал к началу побега. Подойдя к прогулочному дворику, заговорщики напали на контролёра. Отобрав у него ключи и запихнув нокаутированного контролёра в прогулочный дворик, они закрыли его там, а затем побежали к люку, ведущему на вышку, откуда планировали выбежать на крышу. Но кроме внешнего замка на люке был установлен внутренний, который всегда закрывается изнутри контролёром, находящимся на вышке. Этот надзиратель заметил беглецов, заблокировал им дальнейший путь и сообщил о попытке побега в оперативную часть СИЗО. По изолятору была объявлена тревога. Было вызвано спецподразделение, и уже через несколько минут его бойцы подбегали к корпусу № 9.
Поняв, что путь к свободе закрыт, бандиты взяли в заложники находящихся в корпусной на втором этаже контролёров Александра Яремского и Валентину Авакумову.
Шапранов и Зеленов связали заложников. Уткин и Королёв выскочили в тюремный двор. Заметив спецназовцев, Уткин попытался остановить их, пригрозив взорвать гранату, находившуюся у него в руках. Но остановить спецназовцев у него не получилось, и тогда, заскочив в служебное помещение, он запер изнутри массивную дверь. Беглецы потребовали связаться с руководством тюрьмы и сообщить свои условия — несколько видов оружия, транспорт до аэропорта и самолёт для беспрепятственного вылета за границу. Всё должно было быть выполнено к 13:30, в противном случае бандиты угрожали убить заложников.
Перепёлкин позвонил домой матери и попросил её сообщить о побеге журналистам. К изолятору прибыла съёмочная группа телепередачи «600 секунд» во главе с Александром Невзоровым и ряд других журналистов.

Преступники в окне корпусной (слева направо) — Зеленов, Шапранов и Королёв

Авакумова и Фёдоров сидели напротив окна, чтобы все видели намерения бандитов, а Яремский и Перепёлкин находились в глубине корпусной. В переговоры с начальником регионального управления исправительно-трудовых учреждений полковником Александром Кулаковым вступил Юрий Шапранов, постоянно делавший упор на то, что участникам побега было нечего терять.
Во дворе корпуса начал действовать штаб, в который, помимо Кулакова, вошли также Степан Демчук и ряд сотрудников управления ИТУ. Демчук предложил бандитам вернуться в камеру, обещав, что никакого наказания не последует, однако они отказались. Руководство МВД потребовало провести штурм. Кулаков и Демчук рассчитывали, что через определённое время у бандитов начнётся период апатии, во время которого их будет легко отговорить от побега. Но бандиты нашли алкоголь в корпусной, и наступление периода апатии так и не произошло.
Когда сотрудники спецподразделения попытались установить лестницу к окну корпусной, Фёдоров выглянул в окно вместе с заложницей Авакумовой и велел убрать лестницу, что и пришлось сделать.
Силовики попытались воздействовать на беглецов с помощью их родственников и криминальных авторитетов, но потерпели неудачу.
Переговоры продолжал вести Шапранов, который по решению Перепёлкина воздержался от алкоголя.
Было установлено, что организатором побега являлся Юрий Перепёлкин. Вскоре в окне появился на короткое время и он, однако почти сразу ушёл. Как позже выяснилось, заложник Яремский, оставшись без присмотра, попытался освободиться, чем привлёк внимание Перепёлкина и был остановлен.

## Штурм
Вскоре из Москвы поступил приказ — подготовиться к штурму. По плану, снайпер с крыши сначала должен был ликвидировать Фёдорова, державшего заложницу Авакумову, а затем тех, кто окажется в прямой зоне видимости - Шапранова, Зеленова и Королёва. В это же время одна группа спецподразделения должна была сбить кувалдой замок на двери корпусной, а другая должна была пройти через окно на лестничной клетке. Параллельно снайперы с крыш соседних зданий должны были ликвидировать тех, кто окажется в прямой зоне их видимости — Зиновьева и Уткина. Перепёлкина же планировали взять живым и впоследствии судить.
Но крыши, на которых расположился спецназ, хорошо проглядывались из окон других зданий, и заключённые из камер соседних корпусов, заметившие спецназовцев, стали кричать и подавать условные знаки бандитам о том, что готовится операция. Пришлось спешно отзывать подразделения, уже практически проникнувшие в корпус № 9. Бандиты продолжали переговариваться с заключёнными, узнавая о расстановке сил перед операцией.
С целью заглушить выкрики заключённых была подогнана пожарная машина с мощным двигателем. Отправленный в 14:09 Перепёлкиным к окну Зеленов закричал, чтобы её убрали: «Убрали машину! Убрали машину, я вам говорю! Сейчас вылетит ухо или голова чья-то!» Перепёлкин, высунув в окно Яремского, поранил его заточкой и заставил повторить требования бандитов.
Ситуация стала критической, и штаб отдал приказ о начале штурма. В 14:12 по выстрелу снайпера в окно обе группы захвата ворвались в корпус № 9. Решётка на окне корпусной со стороны лестничного пролёта не поддавалась, а дверь выбить с первого раза не удалось. Лишь через десять минут группам захвата удалось проникнуть внутрь, и бандиты были обезврежены.

## Последствия неудачного побега

Перепёлкин, имитирующий смертельное ранение

Во время штурма были ликвидированы трое бандитов — Шапранов, Зеленов и Фёдоров.
Авакумова была спасена — её обнаружили сразу. Но Яремского, ещё одного заложника, найти сразу не удалось. Впоследствии Яремский скончался от тяжёлых ранений в области сердца, нанесённых Юрием Перепёлкиным.
После попытки побега, а также периодически вспыхивающих беспорядков, система безопасности в «Крестах» была серьёзно усилена. В коридорах появились дополнительные решетки с электрическими замками, позволяющие отсечь беглецов и бунтарей от выходов и от служебных помещений. Были установлены системы видеонаблюдения, а также были усилены конвои, сопровождающие арестантов во время прогулок.

## Суд
Суд над участниками побега состоялся в 1995 году. Королёв был приговорён к 15 годам лишения свободы, Зиновьев — к 13, Уткин — к 6. Перепёлкин был приговорён к высшей мере наказания — смертной казни, которая впоследствии была заменена на пожизненное лишение свободы. В настоящее время Перепёлкин отбывает наказание в ИК-1 «Мордовская зона» в поселке Сосновка Республики Мордовия.